# Georges Soubrier
Georges Soubrier PSS (ur. 20 listopada 1933 w Thérondels) – francuski duchowny rzymskokatolicki, sulpicjanin, biskup pomocniczy Paryża w latach 1988–1996, biskup diecezjalny Nantes w latach 1996–2009, od 2009 biskup senior diecezji Nantes.

## Życiorys
Święcenia kapłańskie przyjął 29 czerwca 1960. 25 czerwca 1988 został mianowany biskupem pomocniczym Paryża ze stolicą tytularną Acholla. Sakrę biskupią otrzymał 14 października 1988. 10 października 1996 objął rządy w diecezji Nantes. 8 lipca 2009 przeszedł na emeryturę.